# Mitsutoshi Tsushima
Mitsutoshi Tsushima (津島 三敏 Tsushima Mitsutoshi?), född 30 juli 1974 i Shizuoka prefektur, är en japansk tidigare fotbollsspelare.
Tsushima började sin karriär 1993 i Nagoya Grampus Eight. Med Nagoya Grampus Eight vann han japanska cupen 1995. Efter Nagoya Grampus Eight spelade han för FC Gifu. Han avslutade karriären 2005.